# Små mirakel och stora
Små mirakel och stora är en svensk långfilm från 2006. Filmen hade premiär den 17 februari och var tillåten från sju år.

## Handling
Per (Peter Haber) har varit uteliggare i 25 år. Tillsammans med vännen Olli (Antti Reini) tillbringar han sitt liv på Stockholms gator, där han samlar burkar för att klara livhanken. Hans enda ljuspunkt i livet är alkohol.
När Olli misslyckas med att stjäla en plånbok blir Per utpekad som den som har försökt begå brottet. Han finner sig snart åtalad för stöld och det hela blir startskottet på Pers uppgörelse med sitt förflutna. Han ger sig ut på en resa för att träffa människor han svikit genom åren. Under resans gång träffar han den unga lifterskan Sara (Amanda Renberg), som ska visa sig få en avgörande betydelse i Pers liv.

## Skådespelare
- Peter Haber - Per
- Amanda Renberg - Sara
- Antti Reini - Olli
- Per Mattsson - Karl
- Janne "Loffe" Carlsson - Johan
- Michalis Koutsogiannakis- Abbas
- Joakim Lindblad - Viktor
- Rachel Mohlin - Lena
- Kajsa Ernst - Yvonne
- Tuva Novotny - Love

## Mottagande
Filmen fick generellt sett ett mediokert mottagande och snittar på 2,5/5 på Kritiker.se, baserat på elva recensioner.

### Fotnoter
1. 1 2 3  Ogalde, Daniel S.. ”Spännande idé men trist resultat”. Moviezine. http://www.moviezine.se/film/sma-mirakel. Läst 29 december 2011.
2. ↑  ”Små mirakel och stora”. Kritiker.se. https://kritiker.se/film/sma-mirakel-och-stora/. Läst 29 december 2011.